# Balhuticaris voltae
Balhuticaris es un género extinto de artrópodo himenocarino bivalvo que vivió en Burgess Shale del Cámbrico en lo que ahora es la Columbia Británica hace unos 506 millones de años. Entre los animales del cámbrico se podría considerar mediano, o incluso grande, llegando a medir 24,5 cm de longitud. Los fósiles de este animal sugieren que el gigantismo ocurrió en más grupos de artrópodos de lo que se pensaba.

## Descubrimiento
Balhuticaris fue descrito en 2022 en base de 11 ejemplares encontrados en Burgess Shale, en la localidad del cañón de Mármol. Debido a cómo se conservaron los fósiles se veían comprimidos bidimensionalmente en varios filamentos de carbono. El espécimen holotipo y varios otros están casi o totalmente completos y se han conservado posibles tejidos nerviosos y otros tejidos blandos.

## Descripción
Balhuticaris fue el artrópodo bivalvo más grande del registro fósil, superando a los anteriores poseedores del título Nereocaris exilis y Tuzoia. El cuerpo de este animal era muy largo y se veía dividido en  110 segmentos post cefálicos, cada uno acompañado de su par de apéndices birrámeos, más que cualquier otro artrópodo del Cámbrico. Cubriendo la cabeza de esta criatura había un gran caparazón con forma de arco, dicha estructura cubriendo la mayoría de la cabeza, dejando al descubierto la parte ventral y la frontal. Esta estructura solo cubre la mayor parte frontal de este artrópodo pero se extiende ventralmente más allá de sus apéndices.

## Clasificación
En varios estudios realizados se descubrió que Balhuticaris pertenecía  al orden Hymenocarina, un grupo de artrópodos primitivos del Cámbrico, se encontró que estaba más estrechamente relacionado con Nereocaris, Odaria y sus parientes. Aunque normalmente se los considera pancrustáceos, este artículo favoreció una posición de mandibulados basales para el orden, dicho grupo incluye crustáceos, insectos, milpiés y sus parientes.

## Etimología
El nombre genérico Balhuticaris viene de Balhūt, un pez gigante de la cosmografía persa, y del latín caris ("cangrejo"). El epíteto específico voltae se deriva del catalán volta, que significa bóveda, en referencia a la forma del caparazón visto de frente.

## Paleoecología
Burgess Shale es un Lagerstätte del Cámbrico medio en la actual Columbia Británica canadiense. Burgess Shale es importante por ser el primero de su tipo en ser descubierto y proporcionar grandes conocimientos sobre la fauna del Paleozoico temprano. Docenas de criaturas se han conservado en este sitio, incluidos lobópodos, proto-artrópodos y artrópodos verdaderos, gusanos, cordados primitivos, esponjas, equinodermos, entre otros. Balhuticaris  fue uno de los mayores animales de la localidad,  sólo superado por el radiodontos gigantes como Anomalocaris. Concretamente, Balhuticaris se encontró en el cañón de Mármol, junto con el cordado primitivo Metaspriggina y el gran radiodonto húrdido Titanokorys.